# (4619) Поляхова
(4619) Поляхова (лат. Polyakhova) — типичный астероид главного пояса, открыт 11 сентября 1977 года советским астрономом Николаем Черных в Крымской астрофизической обсерватории и 25 апреля 1994 года назван в честь астронома Елены Поляховой.

## Обнаружение и именование
(4619) Поляхова
Открыт 11 сентября 1977 года в Научном Н. С. Черных.
Назван в честь Елены Николаевны Паляховой — доцента кафедры астрономии Санкт-Петербургского университета и известного специалиста по небесной механике. Получила, в частности, новое представление о проблемах использования солнечных парусов в межпланетных космических полётах.
Оригинальный текст (англ.)4619 Polyakhova
Discovered 1977-09-11 by Chernykh, N. S. at Nauchnyj.
Named in honor of Elena Nikolaevna Palyakhova, assistant professor of astronomy at St. Petersburg University, well-known specialist on celestial mechanics who obtained, in particular, new insights into the problems of using solar sails in interplanetary space flight.
Источники: DISCOVERY.DB; M.P.C. 23352.

## Орбита

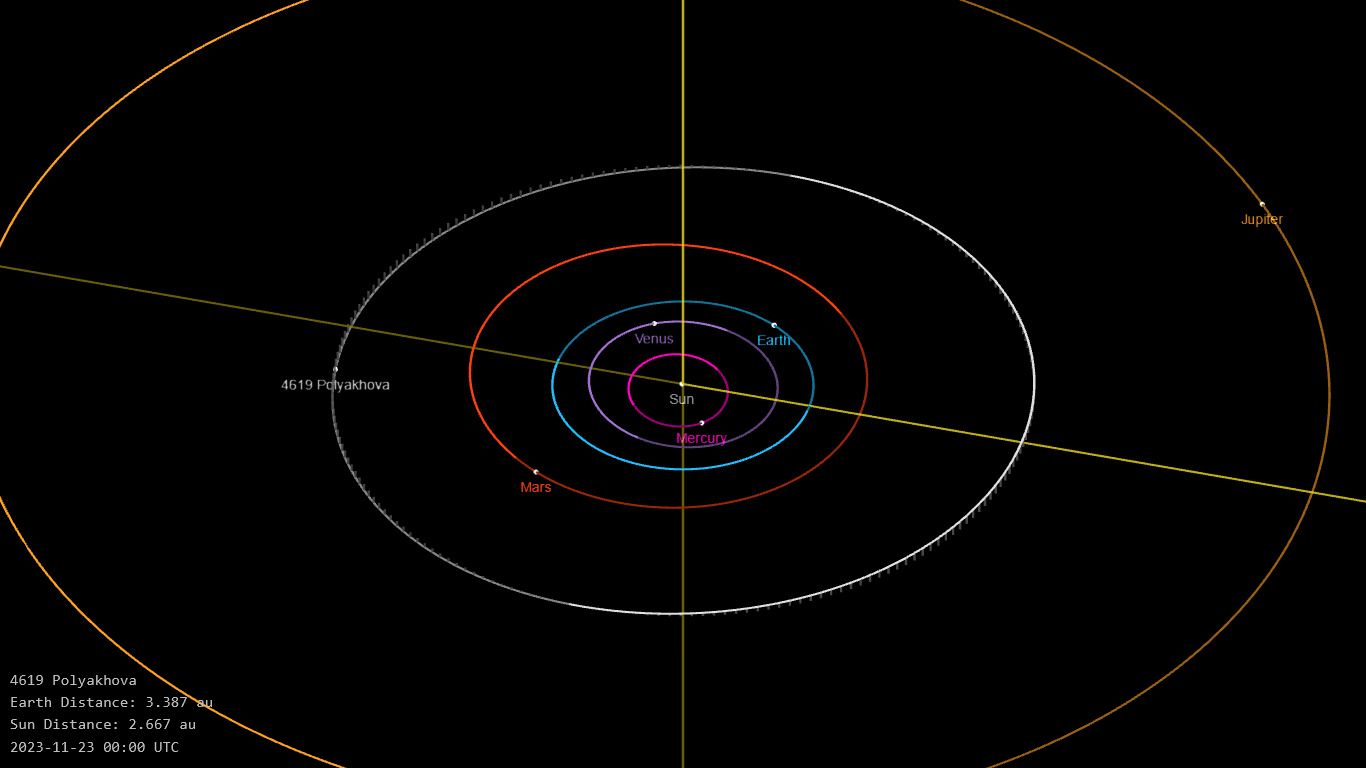
Орбита астероида Поляхова и его положение в Солнечной системе

## Физические характеристики
Из результатов второго этапа спектроскопической съёмки малых астероидов главного пояса (Small Main-belt Asteroid Spectroscopic Survey, SMASSII) следует, что астероид относится к таксономическому классу L.
По результатам наблюдений в видимом и ближнем инфракрасном диапазоне космического телескопа NEOWISE диаметр астероида оценивался равным 9,120±0,109 км. Согласно тем же источникам альбедо оценивается как 0,1613±0,0329 и 0,161±0,033.